# جوشوا بي. لي
جوشوا بي. لي (بالإنجليزية: Joshua Bryan Lee)‏ هو سياسي أمريكي، ولد في 23 يناير 1892 في الولايات المتحدة، وتوفي في 10 أغسطس 1967 في الولايات المتحدة. حزبياً، نشط في الحزب الديمقراطي. وقد انتخب عضو مجلس النواب الأمريكي وانتخب عضو مجلس الشيوخ الأمريكي.